# Morgan Saylor
Morgan Frances Saylor (Chicago, 26 ottobre 1994) è un'attrice statunitense.
Ha raggiunto la popolarità grazie alla serie televisiva Homeland - Caccia alla spia.

## Biografia
Saylor è nata a Chicago, in Illinois. Si è trasferita con la famiglia a Villa Rica, in Georgia, all'età di due anni, a Decatur, sempre in Georgia, all'età di dieci anni e in quarta elementare, infine, a Los Angeles dove ha iniziato a fare audizioni.

### Carriera
Dopo aver avuto piccole esperienze da attrice in alcuni campi estivi di teatro, Saylor ha debuttato al cinema in Aiuto vampiro, film fantastico del 2009 con protagonisti John C. Reilly, Chris Massoglia e Josh Hutcherson, tratto dai primi tre capitoli della Saga di Darren Shan. Nel 2010 è apparsa nella commedia Professione inventore, film prodotto e interpretato da Kevin Spacey. Dall'anno successivo al 2013 ha fatto parte del cast della serie televisiva Homeland - Caccia alla spia, in cui ha interpretato il ruolo di Dana Brody.
Nel mese di giugno 2014, ha fatto il suo debutto sul palcoscenico del Manhattan Theatre Club nella produzione teatrale When We Were Young and Unafraid. Nello stesso anno è comparsa al cinema nel film Jamie Marks Is Dead, adattamento del romanzo di Christopher Barzak One for Sorrow. Nel 2015 ha recitato nel drammatico McFarland, USA, al fianco del protagonista Kevin Costner. Sempre nel 2015 è nel cast di Being Charlie, film presentato al Toronto International Film Festival nel settembre dello stesso anno.

### Vita privata
Saylor si è diplomata nel maggio 2013. Nel mese di agosto dello stesso anno, si è trasferita nella zona Bedford-Stuyvesant a Brooklyn, New York.
È appassionata di arrampicata su roccia.

## Filmografia

### Cinema
- Aiuto vampiro (Cirque du Freak: The Vampire's Assistant), regia di Paul Weitz (2009)
- Professione inventore (Father of Invention), regia di Trent Cooper (2010)
- Un nuovo amico per Whitney Brown (The Greening of Whitney Brown), regia di Peter Skillman Odiorne (2011)
- Jamie Marks Is Dead, regia di Carter Smith (2014)
- McFarland, USA, regia di Niki Caro (2015)
- Being Charlie, regia di Rob Reiner (2015)
- White Girl, regia di Elizabeth Wood (2016)
- La scelta (Novitiate), regia di Maggie Betts (2017)
- Buttiamo giù l'uomo (Blow the Man Down), regia di Bridget Savage Cole e Danielle Krudy (2020)
- Spoonful of Sugar, regia di Mercedes Bryce Morgan (2022)

### Televisione
- I Soprano (The Sopranos) - serie TV, episodi 6x02-6x03 (2006) non accreditato[1]
- K-Ville - serie TV, episodio 1x06 (2007)
- Homeland - Caccia alla spia (Homeland) - serie TV, 36 episodi (2011-2013)

## Teatro
- When We Were Young and Unafraid (2014)

## Doppiatrici italiane
- Sara Labidi in Aiuto vampiro, McFarland, USA
- Giulia Tarquini in Homeland - Caccia alla spia
- Lucrezia Marricchi in Buttiamo giù l'uomo

## Riconoscimenti
- 2013 – Screen Actors Guild Awards[8]
  - Candidatura al Miglior cast in una serie drammatica per Homeland – Caccia alla spia

- 2014 – Screen Actors Guild Awards[9]
  - Candidatura al Miglior cast in una serie drammatica per Homeland – Caccia alla spia